# Willem Karel Dicke
Willem Karel Dicke (Dordrecht, 15 februari 1905 – De Bilt, 27 april 1962) was een Nederlandse kinderarts die als eerste het  glutenvrije dieet ontwikkelde. Tevens toonde hij aan dat bij coeliakie sommige soorten meel oorzaak zijn van een hernieuwd optreden van de symptomen.
Van 1922 tot 1929 studeerde Dicke geneeskunde in Leiden. Na zijn studie specialiseerde hij zich van 1929 tot 1933 in de kindergeneeskunde in het Juliana Kinderziekenhuis in Den Haag. In 1936 werd hij, slechts 31 jaar oud, medisch directeur van dit ziekenhuis. Tijdens de hongerwinter merkte hij dat kinderen met coeliakie minder problemen hadden wat leek te maken te hebben met het feit dat ze geen of amper brood konden eten wat toen schaars was. In mei 1950 promoveerde hij in Utrecht op zijn proefschrift Coeliakie. Een onderzoek naar de nadelige invloed van sommige graansoorten op de lijder aan coeliakie.
In de jaren veertig en vijftig van de twintigste eeuw ontwikkelde hij het glutenvrije dieet. Daarmee veranderde hij de behandelwijze van zieke kinderen met coeliakie. In 1957 werd hij benoemd tot hoogleraar aan de Universiteit van Utrecht en werd hij  medisch directeur van het Wilhelmina Kinderziekenhuis.
Het Nederlands Genootschap van Maag-, en Darmziekten heeft te zijner ere een prijs ingestelde om baanbrekend onderzoek in het veld te eren. Willem-Karel Dicke was de eerste die de naar hem genoemde gouden Dicke-medaille in ontvangst mocht nemen.